# Lobaria pulmonaria
Lobaria pulmonaria, pulmonaria, es un liquen epífito macroscópico formado por un hongo del phylum Ascomycota y un alga verde que viven asociados en una relación simbiótica mutualista con una cianobacteria —una simbiosis que implica miembros de tres reinos de organismos. Este liquen es sensible a la contaminación del aire y está también afectado por la pérdida de hábitat y cambios en prácticas de silvicultura. Su población ha declinado a través de Europa y L. pulmonaria está considerado en peligro de extinción en muchas áreas. La especie tiene una historia de uso en medicina herbal, y las investigaciones científicas recientes han corroborado algunas propiedades medicinales de los extractos del liquen.

## Descripción

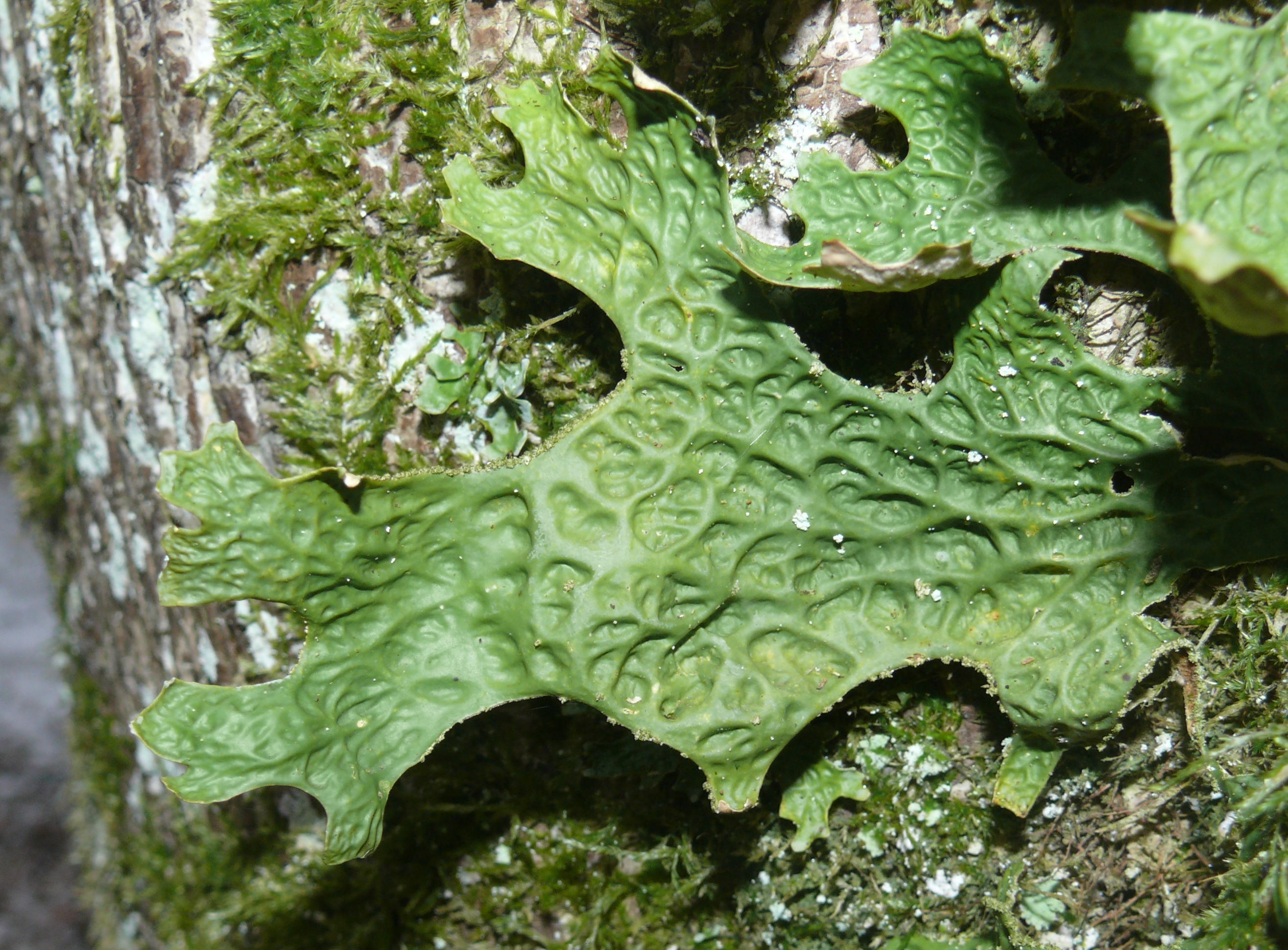
Detalle del talo. Los soredios y los isidios pueden ser vistos en el borde y margen usando una lupa.

Es un liquen folioso y su talo es verde, correoso y lobado con un patrón de surcos y depresiones en la superficie superior, con apariencia de hojas. Verde brillante bajo condiciones húmedas, deviene a color pardusco y con textura papirácea cuándo seco. Esta especie a menudo tiene una capa fina de tomento en su superficie inferior. El talo mide típicamente 5 a 15 centímetros (2.0 a 5.9 pulgadas) de diámetro, con lóbulos individuales de 1 a 3 centímetros (0.4 a 1.2 pulgadas) de anchos y hasta 7 cm de largo. Las estructuras reproductivas asexuales son los soredios e isidios y están presentes en la superficie del talo. Tiene cefalodios —almacenes de cianobacterias— diminutos (0.5 a 1.5 mm de diámetro) que están presentes en la superficie inferior del talo y son visiblemente más oscuros que dicha superficie inferior. Como otros líquenes foliosos, el talo está sólo ligeramente sujetado a la superficie sobre la cual crece.

### Fotobionte
El talo contiene estructuras internas conocidas como cefalodios, características de las simbiosis tripartitias que implican dos fotobiontes (el simbionte fotosintético en la relación alga-hongo del liquen). Estos cefalodios, están entre las "costillas" de la superficie del talo, y surgen en la superficie del talo cuándo las cianobaterias (del género Nostoc) son envueltas durante el crecimiento del micobionte . Estructuralmente, los cefalodios constan de agregados densos de las células Nostoc rodeados por hifas de pared delgada —esto les delimita del resto del talo el cual contiene una estructura laxa de hifas de pared gruesa. Las cianobacterias pueden fijar nitrógeno atmosférico, proporcionando este nutriente para el liquen. El otro fotobionte de L. pulmonaria es el alga verde Dictyochloropsis reticulata.

## Reproducción
Lobaria pulmonaria tiene la capacidad de reproducirse por propagación vegetativa y propágulos sexuales después de tener una edad de aproximadamente 25 años. En reproducción sexual, la especie produce pequeña discos rojo-marrones llamados apotecios conteniendo ascas, de donde lasascoesporas son liberadas al aire. Basados en estudios de la germinación en las ascosporas, las ascoesporas de L. pulmonaria utilizan algún mecanismo para inhibir su germinación —la inhibición se termina cuándo las esporas crecen en un medio de crecimiento sintético que contiene un adsorbente como albúmina de suero bovino o α-ciclodextrina.
La dispersión por los propágulos vegetativos (soredios o isidios) ha sido determinada como el modo predominante de reproducción en L. pulmonaria. En este método, los propagulos se vuelven secos y quebradizos durante los ciclos seco/húmedo regulares en el hábitat del liquen, y por lo tanto, se pueden desprender fácilmente del talo. Estos fragmentos pueden desarrollar a nuevos talos, tanto en el mismo sito como en un sitio nuevo después de que sean dispersados por el viento o la lluvia. Una serie de pasos son requeridos para el que se complete el desarrollo de los propágulos vegetativos, e incluyen la degeneración del cortex del talo, la replicación de las algas verdes, y la mezcla de las hifas del hongos con las células de las algas verdes.  Estos pasos generan un incremento en la presión que eventualmente rompe el córtex, generando las estructuras. El crecimiento continuo permite a estos gránulos ser empujados hacia arriba y afuera de la superficie del talo.

## Distribución y hábitat

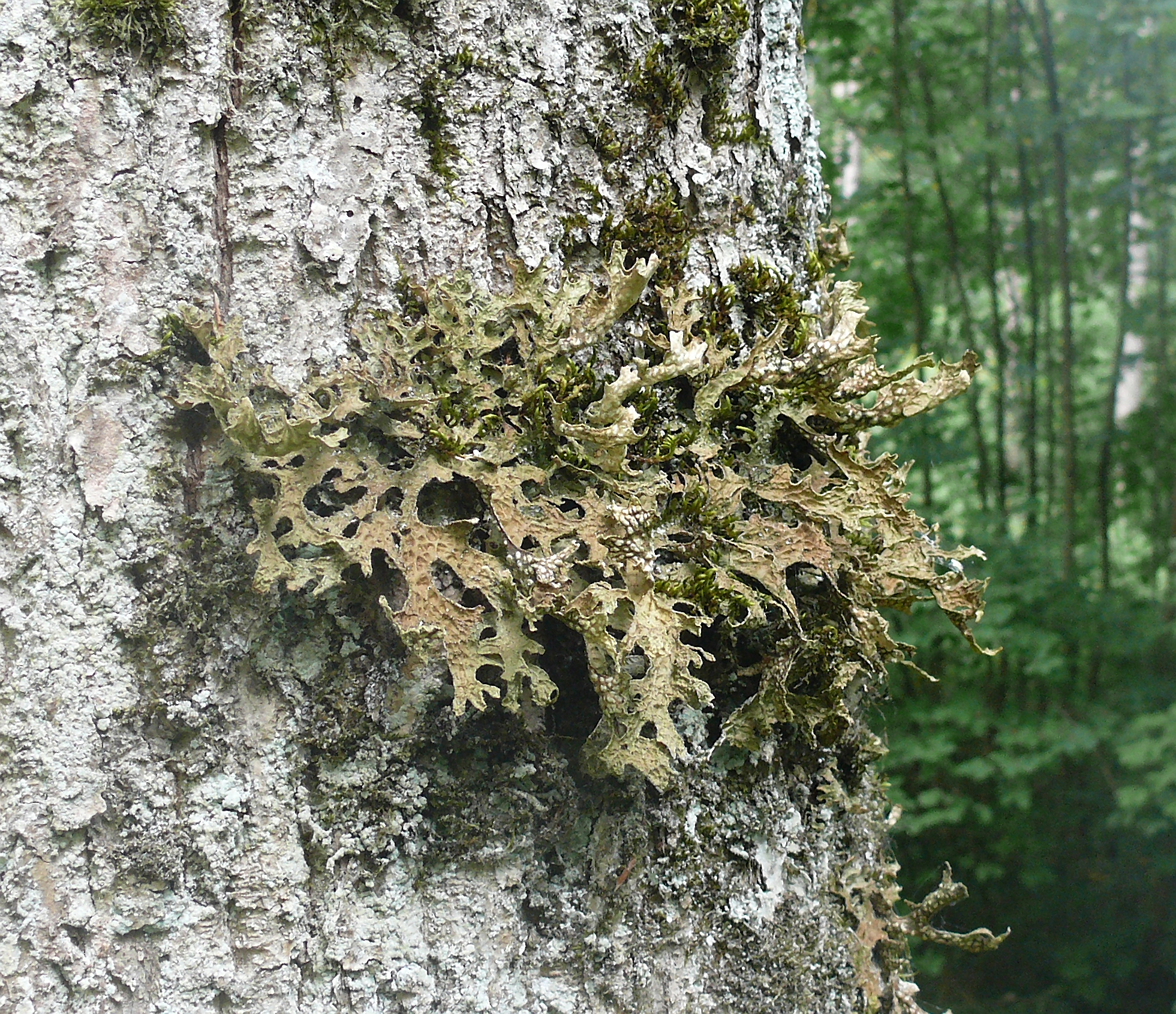
En Schwäbisch-Fränkische Waldberge, Alemania

Tiene una amplia distribución en Europa, Asia, América del Norte y África, prefiriendo hábitats húmedos con alta precipitación, especialmente en áreas costeras. Es la especie de Lobaria más ampliamente distribuida y más común en América del Norte. Esta especies está asociada con bosques maduros, y su presencia y la abundancia pueden ser utilizadas como un indicador de edad de bosque, al menos en la zona en oriental  Columbia británica con el género Tsuga. También la encontramos en pastizales y áreas poco forestadas. Normalmente crece en la corteza de árboles planifolios como el Roble, Hayas y Arce pero también crece en rocas. En el laboratorio, L. pulmonaria ha sido cultivada en microfilamentos de nailon.
Existen hipótesis sobre los factores ambientales que afectan la distribución de L. pulmonaria como la temperatura, humedad (humedad promedio, rapidez y frecuencia de los ciclos humedad-sequía), exposición solar, y niveles de contaminación del aire. Los intentos para evaluar cuantitativa mente la contribución de estos factores al crecimiento del liquen son contrastantes porque existen diferencias en el entorno original de donde fue recogido el talo liquénico y esto afecta su tolerancia al  calor y desecación.
Debido su población decreciente, L. pulmonaria está considerada como un organismo raro y con riesgo de extinción en muchas partes del mundo, especialmente en áreas de Europa. La disminución ha sido atribuida a la silvicultura industrial y a la contaminación del aire, particularmente a la lluvia de ácida. L. pulmonaria, como otros líquenes asociados con cianobacterias, es particularmente susceptible a los efectos de lluvia de ácida, porque la disminución en el pH reduce la fijación de nitrógeno a través de la inhibición de la enzima nitrogenasa del alga.

## Compuestos químicos
L. pulmonaria contiene una variedad de los ácidos comunes a líquenes, como  ácido estictico, ácido desmetil estictico,ácido girofórico, tenuiorinico, norstictico, constictico, preistictico, y metilnorstictico.  Estos compuestos, conocidos en conjunto como depsidonas, están implicados en la defensa en contra del consumo por herbívoros como moluscos. También contiene los alcoholes dulces  como D-arabitol, volemitol, además de varios carotenoides (contenido total > 10 mg/kg), como alfa caroteno, beta caroteno, y beta criptoxantina. El  córtex superior del liquen contiene melaninas protegen de la radiación UV y PAR  al fotobionte. La síntesis de pigmentos de melanina en el liquen aumenta en respuesta a mayor irradiación solar, y los talos adaptados a la sombra son gris-verdoso en el estado seco, mientras que los talos expuestos al sol pueden ser color marrón oscuro. Estas adaptaciones protegen al fotobionte Dictyochloropsis reticulata, que es relativamente intolerante a los niveles alto de luminosidad.
También están presentes varios  esteroides, concretamente el ergosterol, episterol, fecosterol, y liquesterol.

## Usos

### Medicina popular
Lobraria pulmonaria tiene una forma similar al tejido dentro de pulmones y por lo tanto  se piensa que pueda ser un remedio para enfermedades de pulmón basado en la doctrina de firmas. Los nombres ingleses comunes del liquen están derivados de esta asociación. El libro de Gerard: The Herball or General Historie of plants (1597) recomienda L. pulmonaria cómo una medicina valiosa. Es todavía utilizado para tratar el asma, la incontinencia urinaria y la carencia de apetito. En India se utiliza como medicina tradicional para tratar hemorrhagias y eccema; también es utilizado como remedio para tos con sangre por los Hesquiaht en la Columbia británico, Canadá. Una encuesta etnofitoterapéutica en la región del alto Molise en Italia centro-sur, L. pulmonaria es utilizada como un antiséptico y es frotada en heridas.
Los extractos de agua caliente utilizando esta especie han mostrado tener actividades antiinflamatorias y preventivas de úlceras. También, los extractos de metanol mostraron tener un efecto protector en el sistema gastrointestinal en ratas, posiblemente por reducir el estrés oxidativo y reduciendo los efectos inflamatorios  de los neutrófilos. Además, los extractos en metanol también tienen actividad potente antioxidativa  y reductiva, probablemente debido a la presencia de compuestos fenólicos.

### Otros usos
L. pulmonaria También ha sido usado para producir un tinte color naranja para lana, en el curtido del cuero, en la fabricación de perfumes y como un ingrediente en la elaboración de cerveza.